# Малагасийская епископальная церковь
Малагасийская епископальная церковь — это Англиканская церковь на Мадагаскаре. В церковь входят шесть епархий, а Малагасийский епископальный церковный центр является объединяющей их единицей. Эти малагасийские епархии вместе с Маврикийской епархией и Сейшельской епархией составляют Англиканскую церковь в Индийском океане.

## История

### Происхождение
Во время правления короля Радамы II миссионерская деятельность англиканских миссионеров на Мадагаскаре началась в рамках Объединённого общества распространения Евангелия и Церковного миссионерского сообщества. Через несколько лет после прибытия первых миссионеров общество направило в качестве первого епископа для работы на Мадагаскаре Роберта Кестелла Корниша, который прибыл в Тоамасину в октябре 1874 года и вскоре сразу же отправился в Антананариву. Он подарил королеве Ранавалуне II Библию и другие религиозные книги от архиепископа Кентерберийского (монгера Арчибальда Тейта). 13 сентября 1883 года премьер-министр Райнилайаривуни заложил краеугольный камень церкви. Храм был открыт 17 августа 1889 года в присутствии премьер-министра Райнилайаривони и представитель британского правительства Клейтона Пикерсгилла. Церковь является членом Совета христианских церквей Мадагаскара и Англиканского сообщества.

### Современность
В январе 1969 года в соборе Санта-Лоран-Амбохиманоро было объявлено о разделении Мадагаскара на три епархии: епархию Антананариву, епархию Анциранана и епархию Тоамасина. Они работали под руководством Малагасийского епископального церковного центра. В настоящее время в состав церкви входят шесть епархий: епархия Антананариву, епархия Анциранана, епархия Тоамасина, епархия Махадзанги, епархия Фианаранцоа, Толиарская епархия. Все малагасийские епархии вместе с Маврикийской епархией и Сейшельской епархией составляют Англиканскую церковь в Индийском океане. Церковью руководит президент — Ранаривело Самоэла Джаона, епископ епархии Антананариву.

## Внешняя ссылка
- Толиарская епархия
- Центр малагасийской епископальной церкви